# Frank Berghuis
Frank Berghuis (Vierhouten, 2 mei 1967) is een voormalig voetballer die actief was bij AGOVV, Apeldoornse Boys, PSV, VVV, PEC Zwolle '82, FC Volendam, Galatasaray SK, SK Lommel en SC Cambuur Leeuwarden. Hij had als bijnaam 'Pico'. Berghuis kwam eenmaal uit voor het Nederlands elftal, in 1989 in een vriendschappelijke thuiswedstrijd tegen Brazilië (0–1).

## Biografie
Berghuis kwam uit de jeugd van PSV, waar hij geen doorbraak kende. Hij verkaste naar eredivisionist VVV Venlo waar hij onder trainer Jan Reker twee seizoenen een vaste waarde was. Met de Venlose club eindigde hij twee keer in de subtop. Hij zette zijn carrière voort bij FC Volendam. In 1989 maakte hij, terwijl hij in Volendam speelde, zijn debuut in het Nederlands voetbalelftal. In 1991 tekende hij een tweejarig contract bij de topclub Galatasaray SK. De overgang zou echter een drama blijken. De club kwam zijn verplichtingen richting FC Volendam, een transfersom van 450 duizend gulden, niet na, waarna FC Volendam weigerde Berghuis vrij te geven. Na een vriendschappelijk toernooi in Rotterdam liet de Turkse club ook nog eens weten het contract met Berghuis niet te accepteren en gaven zij Berghuis de opdracht om in Nederland te blijven. Na een arbitragezaak werd Berghuis weer vrijgesteld van zijn contract. Nadat een proefperiode bij Sheffield Wednesday op niets uitliep, tekende hij een vernieuwd contract bij FC Volendam. Twee jaar later vertrok Berghuis alsnog naar het buitenland, toen hij een contract tekende bij Lommel SK. Na twee jaar keerde hij terug naar Nederland en speelde hij nog vijf seizoenen voor SC Cambuur.
Tot 2009 was Berghuis actief als jeugdtrainer bij Vitesse/AGOVV. Berghuis was ook trainer van het eerste elftal van zijn oude club Apeldoornse Boys, uitkomend in de 4e klasse G in het district Oost. Vanaf 2009 was hij trainer van de D2 van de Voetbalacademie FC Twente. 24 mei 2011 werd bekend dat Berghuis terugkeert bij Vitesse/AGOVV Voetbal Academie, als assistent-trainer van Jong Vitesse/AGOVV en techniektrainer van zowel jeugdteams als de A-selectie.
Berghuis' zoon Steven debuteerde in 2011 in het betaald voetbal en trad op 27 mei 2016 in zijn vaders voetsporen als international van het Nederlands voetbalelftal.

## Clubstatistieken
| Seizoen | Club           | Land      | Competitie     | Duels | Goals |
| ------- | -------------- | --------- | -------------- | ----- | ----- |
| 1984/85 | PSV            | Nederland | Eredivisie     | 1     | 1     |
| 1985/86 | PSV            | Nederland | Eredivisie     | 2     | 0     |
| 1986/87 | VVV            | Nederland | Eredivisie     | 27    | 5     |
| 1987/88 | VVV            | Nederland | Eredivisie     | 20    | 1     |
| 1988/89 | PSV            | Nederland | Eredivisie     | 2     | 0     |
| 1988/89 | PEC Zwolle     | Nederland | Eredivisie     | 15    | 3     |
| 1989/90 | FC Volendam    | Nederland | Eredivisie     | 33    | 13    |
| 1990/91 | FC Volendam    | Nederland | Eredivisie     | 33    | 10    |
| 1991/92 | Galatasaray SK | Turkije   | Süper Lig      | 0     | 0     |
| 1991/92 | FC Volendam    | Nederland | Eredivisie     | 23    | 6     |
| 1992/93 | FC Volendam    | Nederland | Eredivisie     | 28    | 6     |
| 1993/94 | Lommel SK      | België    | Eerste Klasse  | 32    | 8     |
| 1994/95 | Lommel SK      | België    | Eerste Klasse  | 6     | 0     |
| 1995/96 | SC Cambuur     | Nederland | Eerste divisie | 29    | 4     |
| 1996/97 | SC Cambuur     | Nederland | Eerste divisie | 33    | 10    |
| 1997/98 | SC Cambuur     | Nederland | Eerste divisie | 31    | 3     |
| 1998/99 | SC Cambuur     | Nederland | Eredivisie     | 8     | 0     |
| 1999/00 | SC Cambuur     | Nederland | Eredivisie     | 2     | 0     |
| Totaal  | Totaal         | Totaal    | Totaal         | 325   | 70    |